# Konstantinos Mourikis
Konstantinos Mourikis (in greco Κωνσταντίνος Μουρίκης?; Atene, 11 luglio 1988) è un pallanuotista greco, centroboa del Panionios e medaglia d'argento ai Giochi Olimpici di Tokyo 2020.
Cresce nel Triton Amarousiou, prima di passare al Panionios, con cui disputa due finali europee di Coppa LEN: la prima nel 2008-09 persa ai rigori contro gli ungheresi dello Szeged; la seconda nel 2010-11, con la squadra greca sconfitta dal Savona. Nell'estate del 2011 si trasferisce all'Olympiakos con cui disputa due finali di  Eurolega e una di Supercoppa Len, conquista dieci titoli nazionali, altrettante Coppe di Grecia e la Coppa dei Campioni nel 2018.  Dal 2023 indossa nuovamente la calottina del Panionis.
Con la nazionale ha partecipato a tre Olimpiadi ed ha conquistato, oltre all’argento di Tokyo, il bronzo ai Mondiali di Kazan 2015 e due bronzi in World League.

## Palmarès

### Club
- Campionato greco: 10

Olympiakos: 2013, 2014, 2015, 2016, 2017, 2018, 2019, 2020, 2021, 2022
- Coppa di Grecia: 10

Olympiakos: 2013, 2014, 2015, 2016, 2018, 2019, 2020, 2021, 2022, 2023
- Supercoppa di Grecia: 3

Olympiakos: 2018, 2019, 2020
- Coppa dei Campioni/Eurolega: 1

Olympiakos: 2018